# RASA (musikgrupp)
RASA var en svensk musikgrupp som existerade 1978-1984. Deras första album, Oasis, kom 1979 och blev en stor succé som såldes i över 100.000 exemplar i Europa. Bandet bestod uteslutande av Hare Krishna-anhängare och deras skivor spelades in i en studio (byggd av bandmedlemmen Robert Campagnola) på Korsnäs gård.
Bandets medlemmar växlade lite men många var med från början till slut och största framgångarna fick de i Tyskland, där de fick uppträda inför stor publik. Bandet bestod bland annat av Robert Campagnola, då känd som Harikesa Swami, (sång, diverse instrument och agerade även låtskrivare och producent), Mats Olausson (piano) och Stig Sjöberg (elgitarr).
Deras album har endast släppts på LP och kassettband.

## Diskografi

### Studioalbum
- 1979 - Oasis
- 1979 - Coming Into Full Bloom
- 1980 - Setting The Scene
- 1980 - Transparent Media
- 1982 - Universal Forum
- 1982 - Swinging
- 1982 - Dancing on the Head of the Serpent

### Livealbum
- 1980 - The Family Krishna - Alive!
- 1981 - Creation